# Vörös boróka

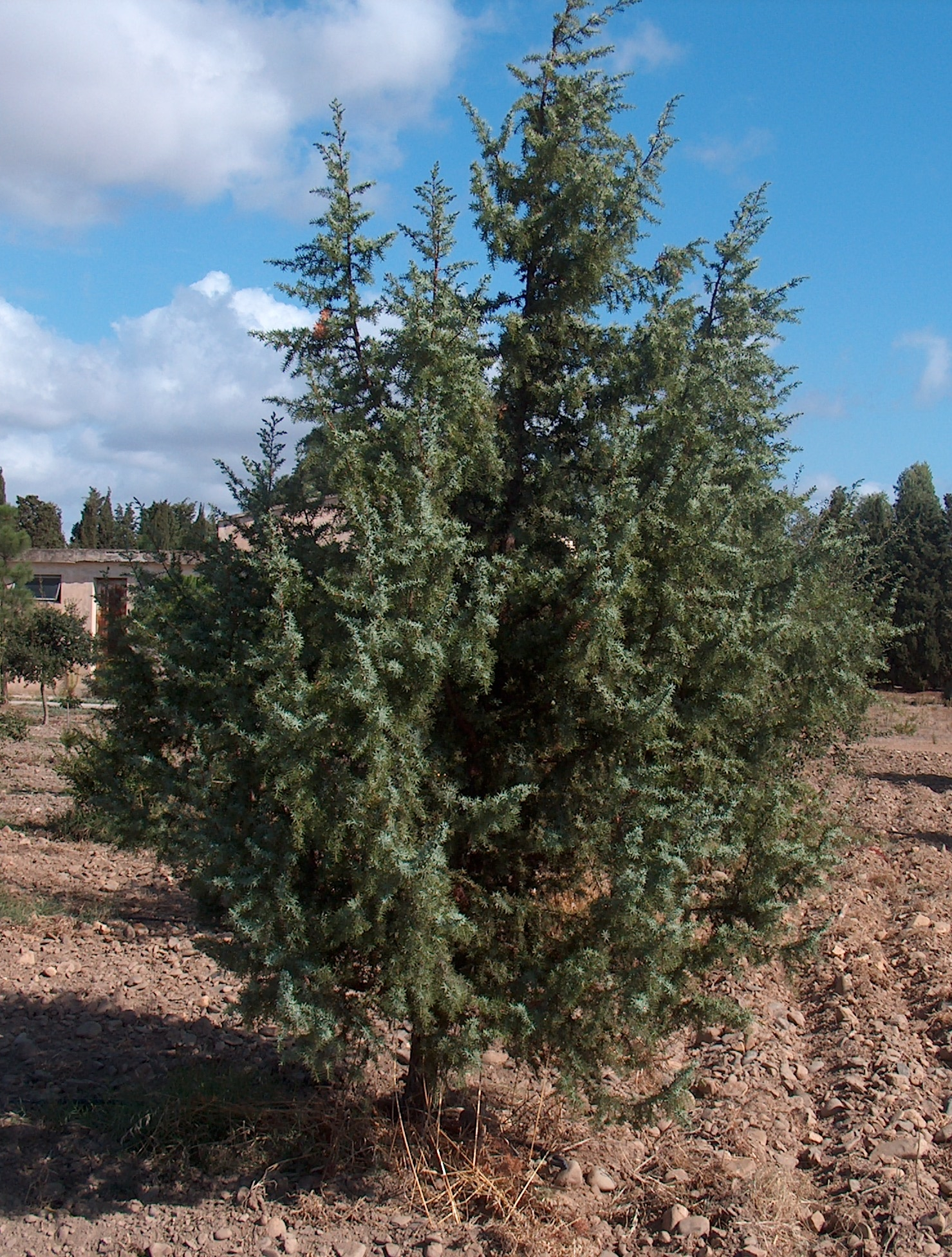
Szardínia

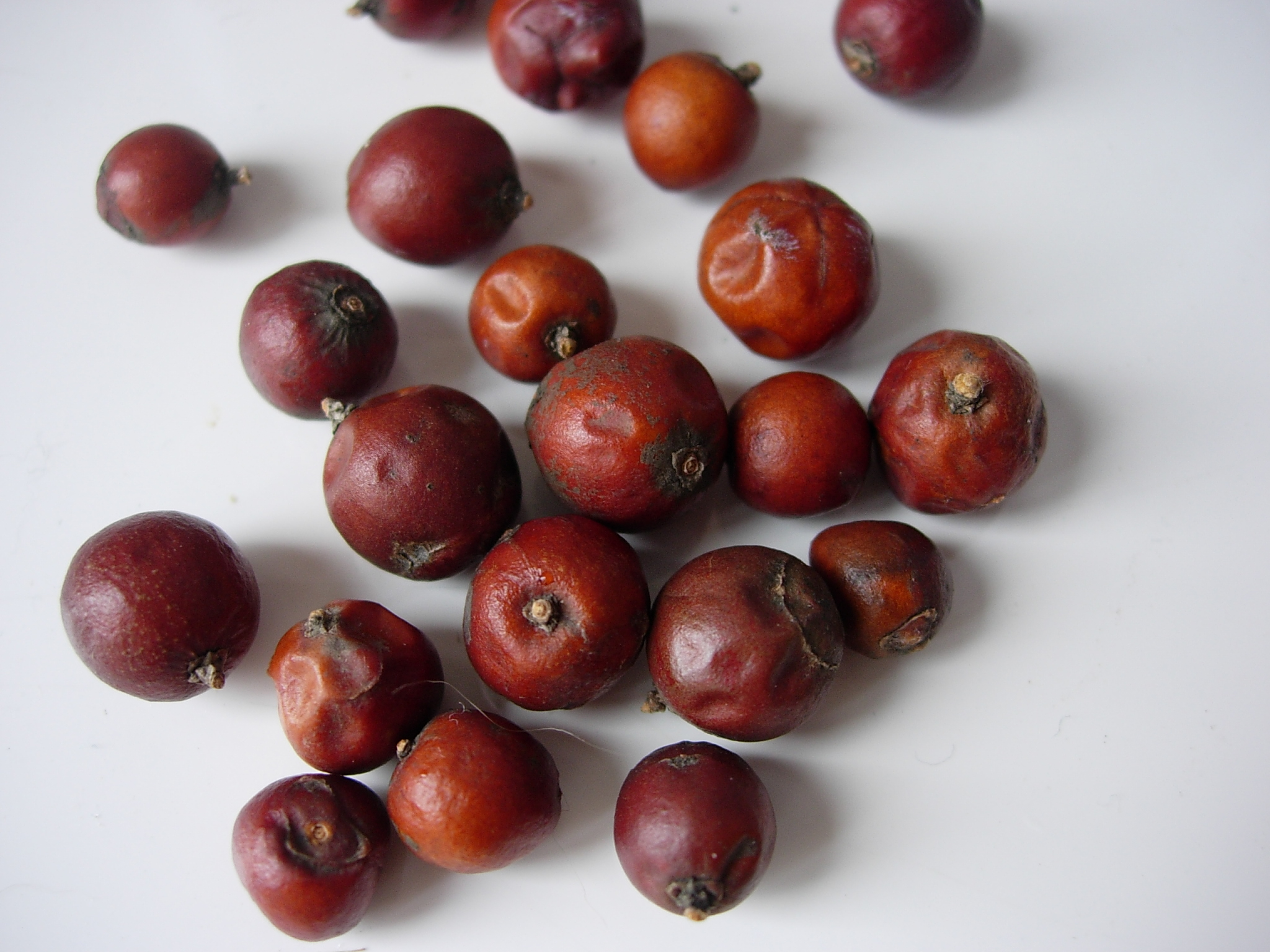
érett bogyói

A vörös boróka, vörös termésű boróka, vagy vörös tűboróka, (Juniperus oxycedrus) a ciprusfélék családjába tartozó örökzöld növényfaj.

## Előfordulása
A Földközi-tenger partvidékétől Nyugat-Ázsiáig:
- Albánia;
- Algéria;
- Andorra;
- Azerbajdzsán;
- Bulgária;
- Ciprus;
- Franciaország (csak Korzika);
- Gibraltár;
- Görögország (az Égei-tenger keleti szigetei, Kréta);
- Grúzia;
- Irak;
- Irán,
- Izrael;
- Jordánia;
- Libanon;
- Líbia;
- Málta;
- Monaco;
- Montenegró;
- Marokkó;
- Olaszország (Szardínia, Szicília);
- Örményország
- Palesztina (a megszállt területek);
- Portugália;
- Románia;
- Szerbia;
- Spanyolország (Baleári-szigetek);
- Szíria;
- Törökország;
- Tunézia;
- Ukrajna (Krím-félsziget).

Egyes szerzők csak a Mediterráneum nyugati részén növő vörös gyümölcsű borókát sorolják ide, a K-Mediterráneumban növő változatot pedig Juniperus deltoides néven önálló fajnak írják le. Magashegyi változata a délhavasi boróka, (délhavasi tűboróka, Juniperus hemisphaerica)

## Megjelenése
Akár 15 méter magasra is megnövő bokor vagy kisebb fa. Rostos kérge kemény kötegekre válik el. Ágai felfelé állnak vagy lecsüngenek.
Éles, szúrós tűlevelei 10–15 mm hosszúak.
Tobozbogyója 5–10 mm átmérőjű gömb; a borókafajok nagy többségétől eltérően éretten narancs- vagy sötétpiros.

## Életmódja, termőhelye
Mediterrán cserje, a karsztbokorerdők jellegzetes növénye. A meleg, napos helyeket kedveli, a szárazságot jól tűri. A nagyobb fagyokat nem bírja.

## Felhasználása
Meleg, száraz lejtők betelepítésére alkalmas, de nem keresett faj.